# Eismeerkathedrale
Die Eismeerkathedrale (norwegisch Ishavskatedralen, offiziell Tromsdalen kirke) ist eine evangelisch-lutherische Pfarr- und Seemannskirche und Wahrzeichen der Stadt Tromsø. Eine echte Kathedrale, d. h. Bischofskirche, ist sie nicht. Sie wurde 1965 auf der Festlandseite der Stadt auf einem kleinen Hügel am Ortsrand erbaut. Die Kirche ist geostet.
Für Reisende der Hurtigruten wurden bis zum Jahr 2023 bei der südgehenden Fahrt Mitternachtskonzerte angeboten. Diese Konzerte finden seitdem im Dom in Tromsø statt, der vom Kreuzfahrtterminal fußläufig erreichbar ist und eine sehr gute Akustik bietet. 

## Lage

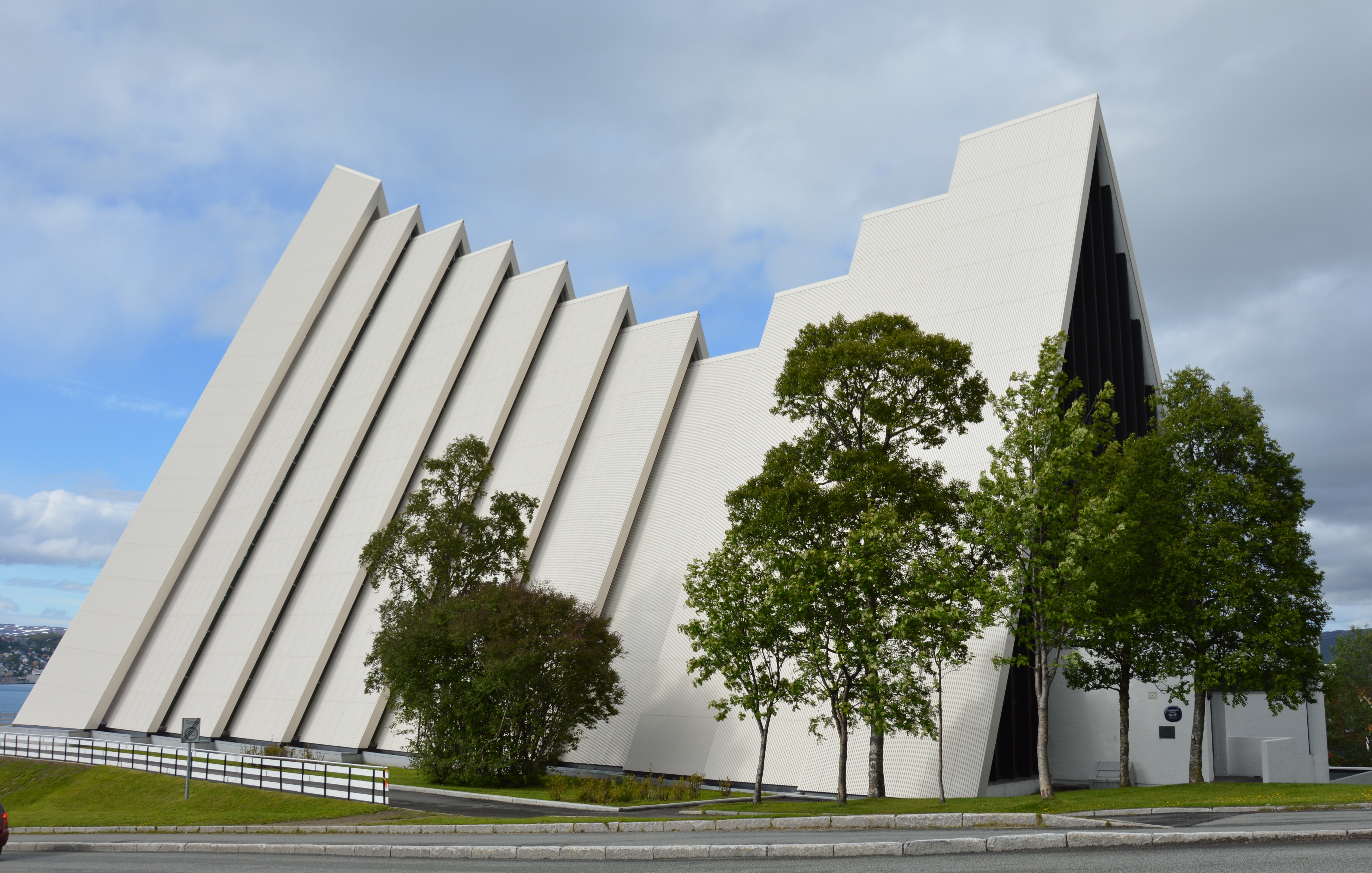
Blick von Süden

Das Gotteshaus steht auf einem eigens angeschütteten Hügel an der Straße Tourist veg, Adresse und einziger Zugang: Hans Nilsens veg 61, Tromsdalen. Es bildet eine deutliche Landmarke auch vom Fjord aus. Das Kirchengebäude ist in West-Ost-Richtung erbaut, der Altar ist im östlichen Bauteil angeordnet. 
Südwestlich der Kirche befindet sich das Alfred-Hansen-Denkmal.

## Geschichte
Die Entscheidung für den Standort der Kirche fiel am 17. November 1955. Zugleich wurde ein Ausschuss gegründet, der sich mit den Planungen für die Kirche befasste und entschied, dass das Haus auch einen Versammlungssaal und eine Grabkapelle umfassen sollte. Architekt der Kirche war Jan Inge Hovig. Einen ersten Entwurf legte er im Sommer 1957, eine überarbeitete Planung dann am 8. Februar 1960 vor. Die Entscheidung zum Bau der Kirche traf der Ministerrat durch eine königliche Resolution am 9. November 1962. Baubeginn war am 1. April 1964. Die Weihe der Kirche erfolgte am 19. Dezember 1965 durch Bischof Monrad Norderval.

## Architektur

### Außen
Die Silhouette der westlich von Tromsø gelegenen Insel Håja wird als eine mögliche Inspiration für die Architektur der Kirche genannt. Die Dachschrägen reichen bis an den Boden und bilden so im Norden und Süden des Gebäudes zugleich die Außenwand. Sie wurden aus mit perlgrauem, feuerbeschichtetem Aluminium verkleidetem Beton errichtet und wirken wie aufgeschichtete stilisierte Eisplatten. Als Beton kam ein neuer Leichtbeton zum Einsatz, der auch gute Dämmeigenschaften aufweist. Die einzelnen Elemente sind vier Meter breit und 30 Zentimeter dick. Sie sind mit Stahl verstärkt und wurden auf der Baustelle gegossen, wobei ein speziell angefertigtes Gerüst zum Einsatz kam. Die Betonelemente ruhen auf aus Stahl gefertigten und vom Boden bis zum Dachfirst reichenden Fachwerkrahmen. Als Dacheindeckung war auch überlegt worden, statt des letztlich eingesetzten Aluminium-Wellblechs, eine mit Steinkörnern versehene Plastmembran einzusetzen. Eine andere nicht umgesetzte Dachvariante sah Kupferplatten vor, was jedoch zu deutlichen Mehrkosten geführt hätte.

### Kirchturm-Westfront
Die 35 Meter hohe Westfront der Kirche besteht aus durchsichtigem, farblosem Glas. Die Fenster sind mit Leuchtröhren versehen, die sowohl die Außenflächen als auch den Innenraum beleuchten. Das Beleuchtungskonzept stammt von Gunnar Eigil Støltung. Støltung wurde hierfür 1966 ausgezeichnet. In der Westfront befinden sich auch die Eingangstüren. Vor dieser von außen dunkel erscheinenden Glasfassade dominiert ein monumentales weißes Kreuz, das von Weitem zu sehen ist. An seiner Spitze befindet sich eine offene Glockenstube.

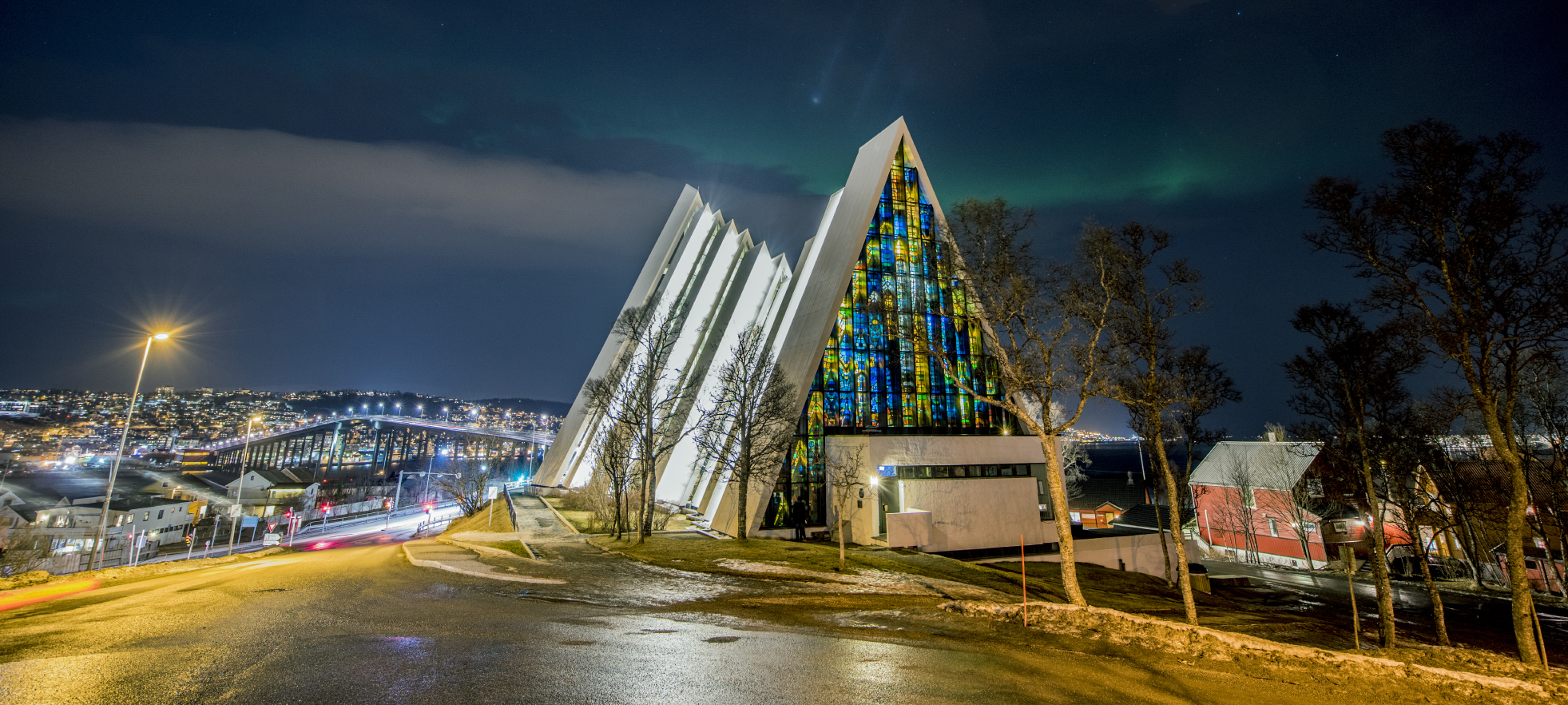
In der Nacht

### Innen
Der Innenraum der Kirche soll das Polarlicht, Eis und lange Dunkelheit wiedergeben. Der Kirchsaal umfasst eine Fläche von 900 m² mit 720 Sitzplätzen, die durch einen Mittegang und jeweils einen Seitengang gegliedert sind. Das Untergeschoss der Kirche hat eine Fläche von 1.020 m². Die ehemalige Grabkapelle wurde zu einem Unterrichtsraum umgenutzt. Weitere Räumlichkeiten im Untergeschoss sind ein Gemeindesaal mitsamt Küche, Gruppenräume, Garderoben sowie eine Leichenhalle.
Der Kirchenhauptraum ist nicht durch Stützen unterbrochen. Es gibt auch keine Zwischendecke, er zeigt also auch von innen die symbolische Öffnung des Himmelszeltes.
Wegen der herabgezogenen Längswände gibt es keine typischen Kirchenfenster, das Tageslicht fällt durch die zwischen den verschieden großen Metallstreben eingebauten unbunten Glasstreifen. Nur für die Orgel wurde eine Westempore eingebaut. Unmittelbar unter der Empore gibt es einige Informationsstände.

## Glasfenster im Chor

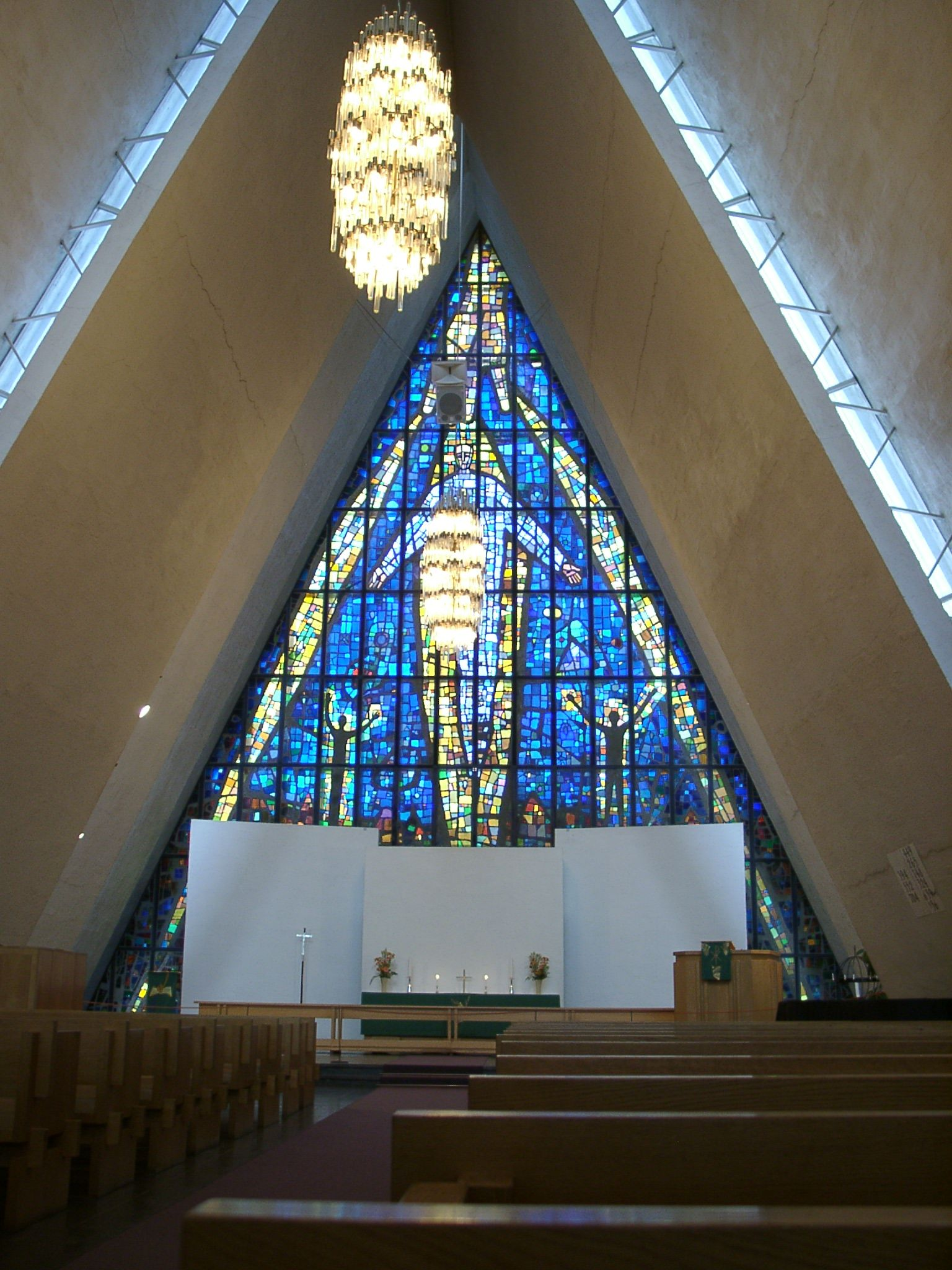
Ostwand der Eismeerkathedrale

Die Chorseite der Kirche wurde ursprünglich nach Osten von einem 140 m² großen Fenster aus einfachem Glas abgeschlossen. Weil die Kirchenbesucher während des Vormittagsgottesdienstes durch die Sonne geblendet wurden, gab der Stadtrat in Abstimmung mit dem Kirchengemeinderat ein neues 23 Meter hohes Glasmosaikfenster bei dem Glaskünstler Victor Sparre in Auftrag. Dieser schuf mittels der Dallglas-Technik das biblische Motiv Die Wiederkehr Jesu innerhalb von drei Jahren. Die Einweihung konnte am 25. Juni 1972 gefeiert werden. Das Mosaik ist eines der größten Glasgemälde Europas und besteht aus 86 rechteckigen Feldern. Insgesamt wurden elf Tonnen Glas verarbeitet. Die Glasstücke sind jeweils zwei Zentimeter stark, einfarbig und glänzend. Anders als bei Kirchenfenstern sonst üblich, konnten die Teile nicht mit Blei gefasst werden, sondern wurden mit Eisen armiert und dann mittels Beton verbunden. Es entstanden so große, tragende Flächen. Sparre war der Ansicht, dass erst mit dem Fenster und der damit sichtbaren Christus-Verkündigung der sonst seelenlose Bau zu einem richtigen Gotteshaus wurde. Neben dem die Wiederkehr Christi thematisierenden Hauptmotiv finden sich in dem Glasmosaik weitere Details. So ist in der oberen Spitze die Hand Gottes zu erkennen, die den Eingriff in die Geschichte symbolisiert. Gott ist dabei, seine Schöpfung zu vollenden. Hereinbrechendes Licht besiegt die Dunkelheit. Die Figur Christi ist hell und mächtig dargestellt. Er hat das Leid überwunden und wird von der Menschheit, dargestellt durch Adam und Eva jubelnd empfangen. Darunter ist symbolisch der Umgang der Menschen mit der Schöpfung zuu erkennen. Totenschädel und Stacheldraht stehen für selbst geschaffenes Leid und Krieg. Hammer, Nägel und Würfel zeigen an einer anderen Stelle die Behandlung von Gottes Sohn durch die Menschheit bei seinem ersten Erscheinen. Ein anderes Motiv ist eine Uhr, die als Zeit fünf vor zwölf zeigt, die Bibel und den Kirchenweg. Es sind Symbole dafür, dass die Menschheit sich in der letzten Phase ihrer Geschichte befinde aber noch Zeit sei, nach Erlösung zu streben und den Weg der Liebe einzuschlagen.

## Ausstattung

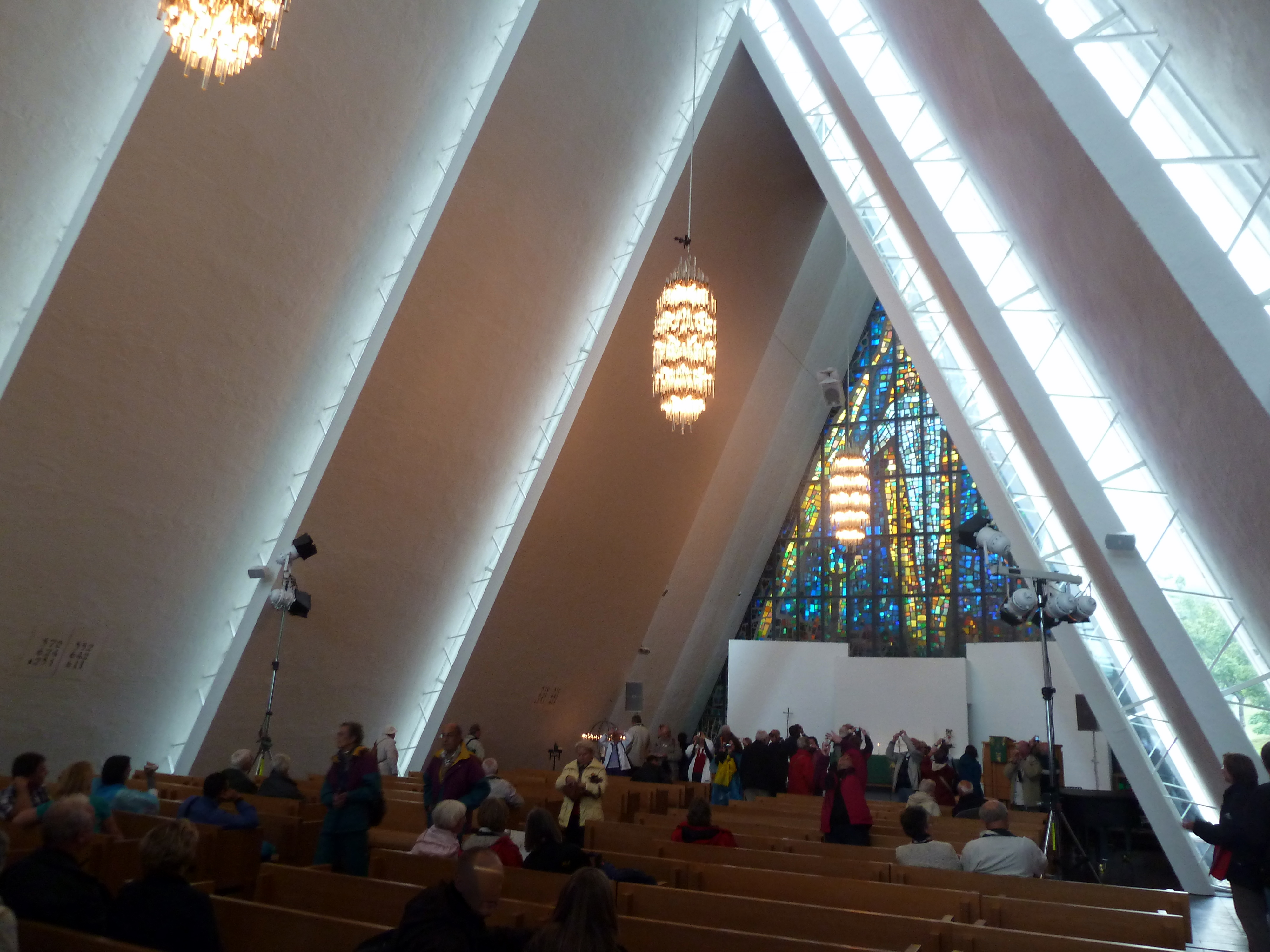
Blick in den Innenraum

Auf dem schlichten Altar steht ein vom Designer Bjørn Østern geschaffenes, 45 Zentimeter hohes Altarkreuz. Das auch schon auf Goldschmiedeausstellungen gezeigte Silberkreuz besteht aus zwei zusammengelöteten Rohren, die auf der Vorderseite aufgespalten sind und so einen Einblick auf ihr vergoldetes Inneres gewähren. Darüber hinaus stehen auf dem Altar auch zwei große und zwei kleine Kerzenständer, wobei die großen mit Kreuzen verziert sind. Hinter dem Altar befinden sich als optischer Abschluss des Raums große weiße Wandplatten.
Die Altarbank aber auch Kanzel, Taufe und das Kirchengestühl wurden aus hellem Eichenholz von den Firmen AS Målselv-Møbler und Thorheim Snekkerverkstad hergestellt. Kirchen- und Kniebänke wurden dabei gepolstert und mit einem beigefarbenen Leder bezogen. Taufbecken und Taufkanne sind aus Silber gearbeitet und mit dem den Heiligen Geist darstellenden Ornament einer Taube verziert. Die Dose für die Hostien und der Kelch sind im Inneren vergoldet. Beide Gegenstände und die Weinkanne haben ein eingraviertes Kreuz.
Sowohl die Brautstühle als auch der größte Teil der in der Kirche befindlichen Paramente wurden von Den Norske Husflidsforening geschaffen, die als Spezialisten für Heimkunst gelten. Im Laufe des Kirchenjahres werden Paramente in unterschiedlichen Farben eingesetzt.
Der Altar war ursprünglich von einer als Altarring bezeichneten geschlossenen Abgrenzung umgeben. Sie wurde jedoch als unnötiges Hindernis zwischen Pfarrer und Gemeinde empfunden und daher in der Mitte geöffnet.

## Orgel

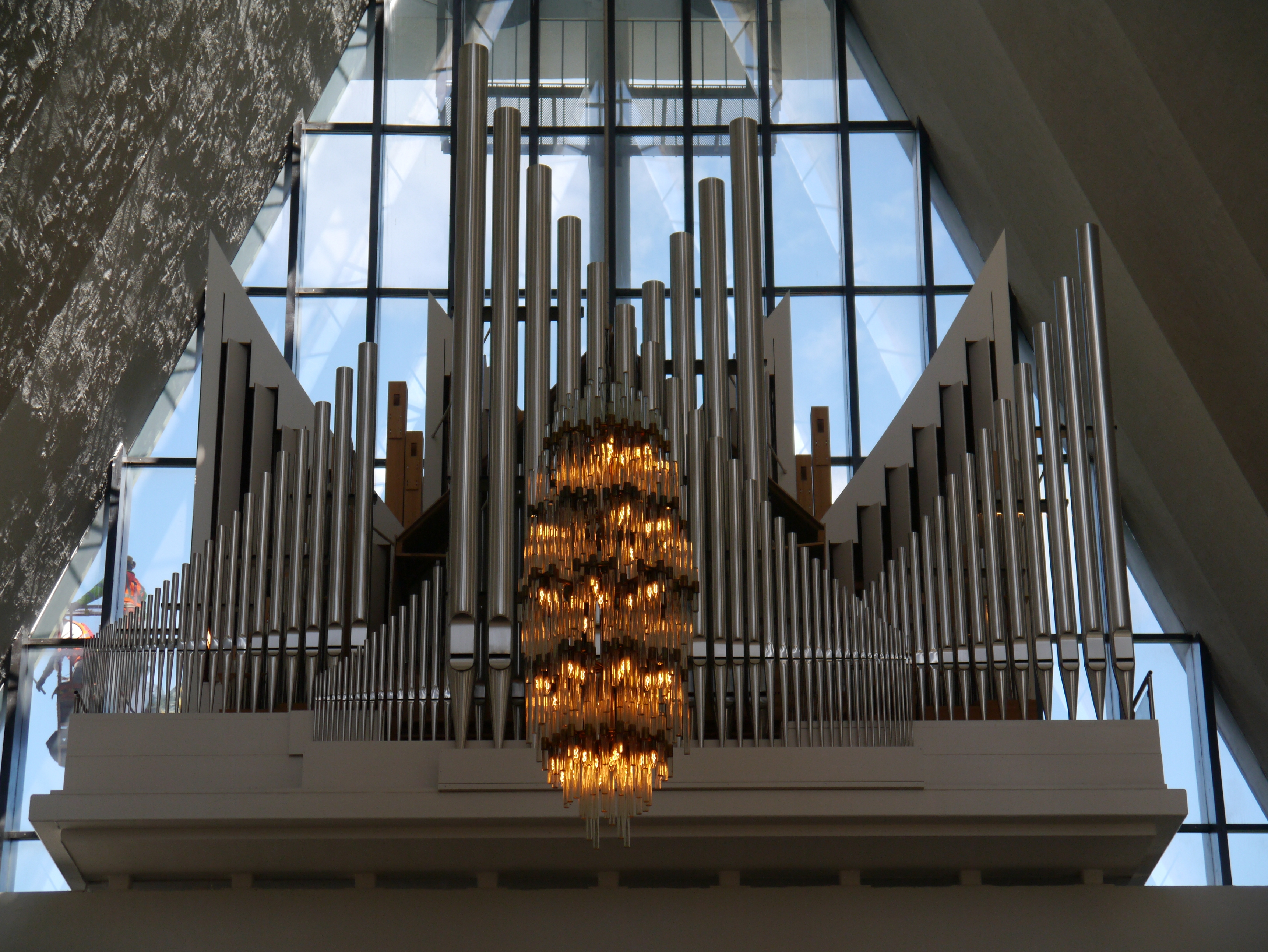
Orgel, 2014

Eine erste Orgel hatte die Kirche bereits seit dem Jahr 1965. Im Laufe der Zeit zeigten sich jedoch erhebliche Mängel. So brachen mehrere Pfeifen unter dem eigenen Gewicht. Problematisch war außerdem, dass der akustische Kontakt zwischen Organist und dem Instrument durch eine Betonplatte behindert wurde. Anlässlich des 40. Jahrestags der Eismeerkathedrale wurde am 17. Dezember 2005 dann eine neue Orgel eingeweiht. Sie wurde vom schwedischen Orgelbauer Grönlunds Orgelbyggeri gebaut und verfügt über 42 Stimmen verteilt auf drei Manuale und Pedal.
| I Hauptwerk C–c4 |     |
| Principal        | 16' |
| Octava           | 8'  |
| Gamba            | 8'  |
| Dubbelflöjt      | 8'  |
| Octava           | 4'  |
| Blockflöjt       | 4'  |
| Quinte           | 3'  |
| Octava           | 2'  |
| Mixtur IV        |     |
| Trumpet          | 8'  |

| II Schwell-Positiv C–c4 |     |
| Principal               | 8'  |
| Salicional              | 8'  |
| Bourdon                 | 8'  |
| Flute Octaviante        | 4'  |
| Octavin                 | 2'  |
| Sesquialtera II         |     |
| Scharff III             |     |
| Dulcian                 | 16' |
| Cromorne                | 8'  |
| Vox Humana              | 8'  |
| Tremulant               |     |

| III Schwellwerk C–c4 |        |
| Bourdon              | 16'    |
| Montre               | 8'     |
| Flute Harm           | 8'     |
| Gamba                | 8'     |
| Voix Céleste         | 8'     |
| Prestant             | 4'     |
| Quinta               | 3'     |
| Piccolo              | 2'     |
| Ters                 | 1 3⁄5' |
| Plein-Jeu V          |        |
| Bombard              | 16'    |
| Trompette harmonique | 8'     |
| Fransk Oboe          | 8'     |
| Clairon              | 4'     |
| Tremulant            |        |

| Pedalwerk C–g1 |     |
| Grand Bourdon  | 32' |
| Violon         | 16' |
| Subbass        | 16' |
| Octava         | 8'  |
| Gedackt        | 8'  |
| Octava         | 4'  |
| Basun          | 16' |
| Trumpet        | 8'  |

## Glocken
Die per Automatik geläuteten zwei Glocken der Kirche befinden sich auf der Westseite des Schiffs, oberhalb des Haupteinganges hinter dem großen Kreuz. Gegossen wurden die Glocken im Sommer 1965 in der Glockengießerei O. Olsen & Søns klokkestøperi in Nauen bei Tønsberg. Die größere Glocke hat einen Durchmesser von 1,18 Meter und wiegt 1.050 Kilogramm. Sie ist mit der Inschrift Hør meg alle (deutsch: Höret mir alle zu) versehen und mit einem Ornament in Gestalt einer Bibel verziert. Die kleinere Glocke wiegt 570 Kilogramm bei einem Durchmesser von 0,99 Meter. Als Inschrift findet sich Hør, mitt folk (deutsch: Höre mein Volk.) Zierendes Ornament ist hier eine Taube.